# Pulau Jong
Pulau Jong (en chinois : 炯岛 ; en malais : ஜோங் தீவு), est une île située à 6 km au Sud de l'île principale de Singapour. 

## Géographie
Elle s'étend sur environ 150 m de longueur pour une largeur approximative de 100 m et est entourée d'un récif. Elle n'a pas de jetée d'atterrissage et est composée principalement de falaises, il est ainsi extrêmement difficile d'y accéder. 